# Saint Geniez d'Olt et d'Aubrac
Saint Geniez d'Olt et d'Aubrac is een gemeente in het Franse departement Aveyron in de regio Occitanie die deel uitmaakt van het arrondissement Rodez. De gemeente telde 2.167 inwoners op 1 januari 2022.

## Geschiedenis
De gemeente is op 1 januari 2016 ontstaan door de fusie van de gemeenten Aurelle-Verlac en Saint-Geniez-d'Olt. 

## Geografie
De oppervlakte van Saint Geniez d'Olt et d'Aubrac bedraagt 90,17 vierkante kilometer; Op 1 januari 2022 was de bevolkingsdichtheid 24 inwoners per km².
De onderstaande kaart toont de ligging van Saint Geniez d'Olt et d'Aubrac met de belangrijkste infrastructuur en aangrenzende gemeenten.

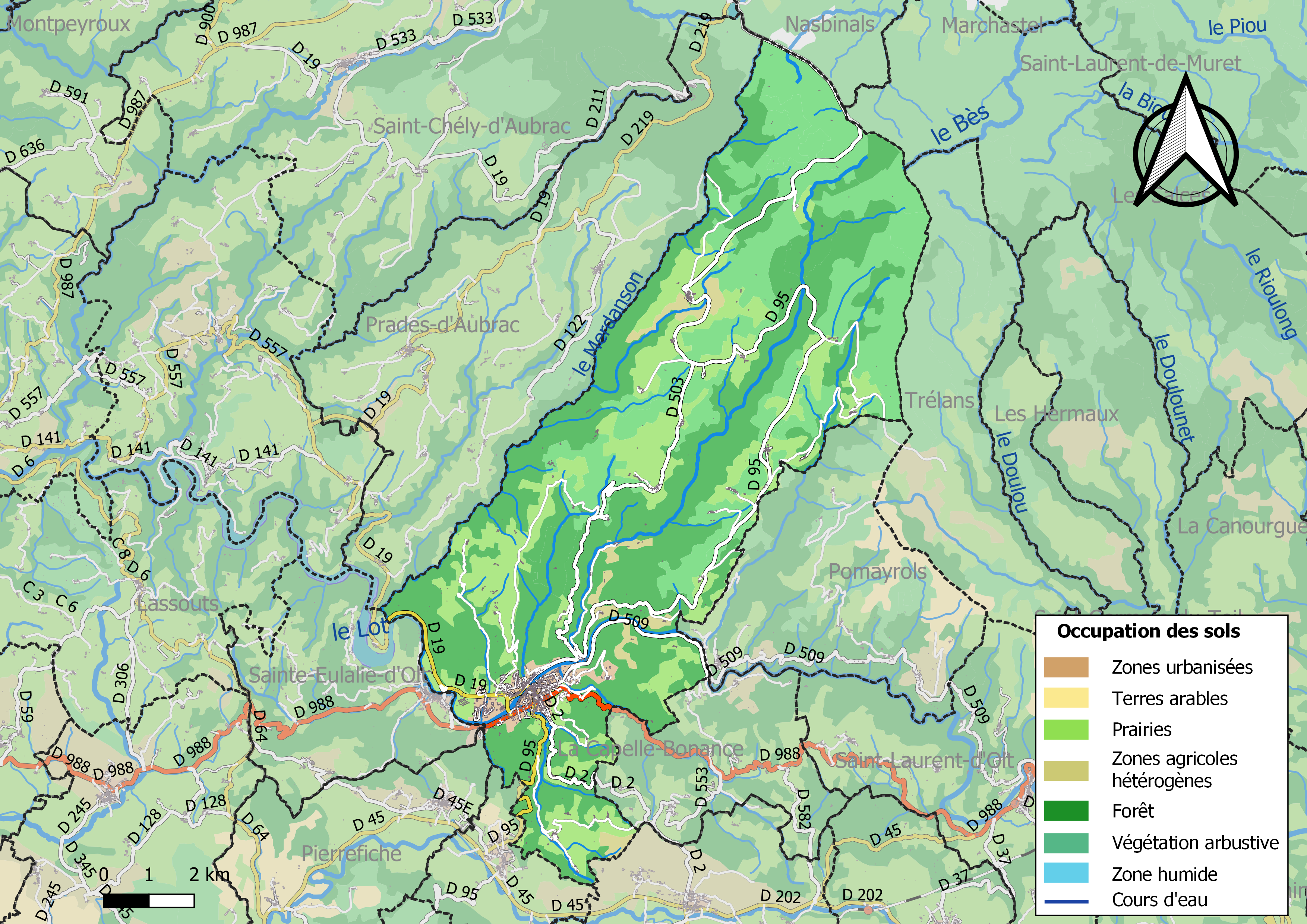

## Verkeer
De spoorweghalte Campagnac - Saint-Geniez bevindt zich vlakbij op het grondgebied van de gemeente Campagnac.
Bertholène · Castelnau-de-Mandailles · Gaillac-d'Aveyron · Laissac-Sévérac-l'Église · Lassouts · Palmas d'Aveyron · Pierrefiche · Pomayrols · Prades-d'Aubrac · Saint-Côme-d'Olt · Saint-Geniez-d'Olt-et-d'Aubrac · Sainte-Eulalie-d'Olt · Vimenet